# سولومون أوليفر جونيور
سولومون أوليفر جونيور (بالإنجليزية: Solomon Oliver Jr.)‏ هو محامي وقاضي أمريكي، ولد في 20 يوليو 1947 في بيسمير في الولايات المتحدة.